# My Friendly Neighborhood
My Friendly Neighborhood (em português: A Vizinhança Legal) um jogo indie e de terror de sobrevivência de 2023 parcialmente inspirado nos programas infantis Vila Sésamo e Os Muppets. Publicado pela DreadXP e desenvolvido por John e Evan Szymanski, os jogadores controlam um reparador chamado Gordon, para onde ele é enviado para investigar um estúdio de TV infantil aparentemente abandonado, onde os bonecos do programa cancelado ganharam vida e se tornaram hostis e agressivos.

## Jogabilidade
Anos após o término de um programa infantil, o estúdio começa a transmitir novamente. Os jogadores controlam um reparador chamado Gordon O'Brian enviado para investigar o sinal. Quando fantoches agora sencientes do show tentam caçar e matar Gordon, os jogadores devem evitá-los ou derrotá-los enquanto resolvem quebra-cabeças. Marionetes derrotadas revivem quando os jogadores entram novamente em uma sala, a menos que o suprimento limitado de fita adesiva de Gordon seja usado para incapacitar permanentemente as marionetes. Gordon pode encontrar e usar várias armas improvisadas, como uma arma parecida com uma espingarda chamada Stenographer (ou Rolodexer), que atira letras do alfabeto. Quantidades limitadas de outros power-ups também podem ser encontradas, incluindo itens que permitem aos jogadores salvar seu progresso no jogo. É jogado de uma perspectiva em primeira pessoa. O jogo apresenta vários finais baseados nas ações dos jogadores, como escolher ajudar os bonecos com seus problemas em vez de matá-los.

## Sinopsia e enredo

### Contexto
Situado em um mundo onde fantoches sencientes são reconhecidos, My Friendly Neighborhood foi um programa originalmente feito para a televisão de acesso público e intitulado "Ricky with Friends", criado por Al Gerzwald, que pretendia criar um programa que trouxesse alegria às crianças, mas também lhes ensinasse valiosas lições de vida. Após seu sucesso no acesso público, o programa foi escolhido pelo City Network Broadcasting Group, e seu título foi alterado para o título principal. A produção ocorreu no City Network Hotel, e o primeiro episódio foi ao ar em 9 de novembro de 1968. Foi um sucesso instantâneo entre as crianças atraídas pelos adoráveis vizinhos e seu mundo idealista. Uma série de filmes se seguiu, bem como centenas de episódios na década seguinte.
Embora My Friendly Neighborhood tenha sido popular por muitos anos, sua queda começou como resultado de uma guerra travada no continente do norte que durou 20 anos e causou quase 100.000 vítimas, terminando finalmente em 4 de fevereiro de 1972. A guerra televisionada teve repercussões que mudaram o cenário da televisão, afastando-se ainda mais das produções familiares e mais em direção a um conteúdo mais adulto. O público ficou cansado e condicionado pelas imagens gráficas que apareciam nas telas durante a guerra e queria que a programação refletisse isso.
No início dos anos 1980, ocorreu uma mudança com a programação se movendo em direção a programas de crime e drama que atraíam a geração de crianças que cresceram durante a guerra televisionada, com My Friendly Neighborhood e sua salubridade não se encaixando mais, e então o City Network Broadcasting Group instruiu Al Gerzwald a mudar o tom do MFN e reimaginar os principais princípios da série. Também naquela época, a cidade havia passado por uma enorme crise econômica e, como resultado, estava sendo criada pelo magnata dos negócios Ronald Richbaucher e sua empresa Nebuzaradan Enterprises, expulsando muitos cidadãos de suas casas enquanto ele se esforçava para criar uma cidade que pudesse suportar o futuro, colocando os lucros à frente do bem-estar dos consumidores. transformando a cidade em um lugar escuro e hostil porque as pessoas estavam se sentindo alienadas.
My Friendly Neighborhood lutou para acompanhar o novo formato de transmissão televisiva, que favorecia o pessimismo sobre o otimismo. Um escândalo também aconteceu no set em que um dos fantoches, Ray, agrediu o ator humano principal do programa, Richie Bromine, levando Richie a desistir e o show perdendo seu protagonista. Isso, juntamente com uma série de fracassos de bilheteria e uma falta de interesse no programa devido a uma geração cansada de telespectadores do pós-guerra, levou ao cancelamento do programa em 15 de julho de 1983. Gerzwald fez um discurso final gravado para seus jovens espectadores, dizendo que, embora a escuridão exista no coração das pessoas, também há luz. Ele exortou seus espectadores a tentar encontrar a luz e ver o melhor da humanidade.

### Enredo
Situado em 8 de julho de 1993, Gordon J. O'Brian é um faz-tudo cínico e veterano de guerra que está em liberdade condicional de seu empregador devido ao seu comportamento "mal-humorado e indelicado" em relação aos clientes. Um dia, o prédio abandonado do City Network Broadcasting Group na 123 Sunrise Street de repente liga e começa a transmitir sinais para seu show de marionetes há muito cancelado My Friendly Neighborhood. No último trabalho do dia, Gordon é enviado ao prédio para encontrar coisas fora do lugar. Ele conhece Ricky, o Sock, que fica surpreso por querer desligar as antenas. Depois de encontrar fantoches maliciosos, Ricky relutantemente permite que Gordon use uma metralhadora como forma de se proteger contra os seres de feltro.
Ao longo do jogo, Gordon é ajudado por Ricky e encontra outros grandes fantoches que estão em desordem com seu estado atual. Gordon pode matar ou ajudar os fantoches. Fazer o último resultará em Gordon se abrindo e se tornando mais cordial sobre sua própria situação de vida. Eventualmente, Gordon sobe até a torre de transmissão onde Ricky aparece, afirmando sua crença de que a razão pela qual seu show foi cancelado foi porque as pessoas preferiam ser sombrias e cínicas em vez de felizes. Apesar de suas tentativas de convencê-lo do contrário, Gordon desliga a torre, apenas para um raio atingir, fazendo Gordon cair e pousar no porão do prédio.
Por meio de um telefone, Ricky revela por que os bonecos se tornaram maliciosos: quando o programa estava no ar, os produtores não permitiam que eles assistissem televisão. Depois que eles saíram, os bonecos finalmente viram pela primeira vez, apenas para ficarem horrorizados com o conteúdo que viram, deixando-os loucos. Com os elevadores trancados, Ricky diz a Gordon que ele deve se aventurar pelo set abandonado, agora chamado de "The Unfriendly Neighborhood" e ligar o interruptor de emergência. Gordon enfrenta o monstruoso Almagamuppet e o derrota com sucesso.
Ao sair do prédio, Ricky sai e pergunta a Gordon se ele poderia ajudar a administrar o estúdio. Se o jogador disser que sim, depois de ter ajudado os bonecos, Gordon explica que seus chefes descobriram o que ele fez e o demitiram. No entanto, Gordon está feliz e se sente em paz. Concordando sem ter ajudado nenhum dos bonecos, Gordon revela que parou de aparecer no estúdio depois de um tempo, mas ainda pensa no que aconteceu com os bonecos. Se Gordon disser não, seus chefes o parabenizam e ele consegue uma promoção, mas começa a pensar no bairro e em seus habitantes, apenas para esquecê-los. Se Gordon sai mais cedo sem ter feito nada, é semelhante ao sem final, exceto que ele é demitido.

## lançamento
A DreadXP lançou My Friendly Neighborhood para Microsoft Windows em 18 de julho de 2023 e para Xbox One, Xbox Series X/S, PlayStation 4 e PlayStation 5,  em 17 de julho de 2025.

## Recepção
My Friendly Neighborhood recebeu críticas positivas no Metacritic. Embora a Slant Magazine tenha dito que My Friendly Neighborhood "não é tão assustador ou tenso", eles elogiaram o cenário do jogo como "verdadeiramente excepcional" e disseram que mostrou "um amor e cuidado tangíveis" em trazê-lo à vida. A Polygon também chamou a construção do mundo de "notável" e elogiou as escolhas estratégicas que os jogadores precisam fazer. Eles recomendaram My Friendly Neighborhood para pessoas que procuram jogos de terror de sobrevivência que sejam "leves em sangue e pesados em emoções arrepiantes". A Adventure Gamers o descreveu como "Resident Evil ou Bioshock com Muppets tagarelas" e o recomendou como um jogo "charmoso e genuinamente divertido" feito por pessoas que são claramente fãs de survival horror. A Hardcore Gamer recomendou-o como "uma surpresa agradável e um deleite genuíno", elogiando a história, os personagens, os visuais e os quebra-cabeças.